# Alarm ćwiczebny
Alarm ćwiczebny – ogłasza się w celu doskonalenia załogi w wykonywaniu czynności alarmowych na okręcie. W czasie tych alarmów nie przygotowuje się ani się nie używa okrętowych środków rażenia: amunicji, bomb głębinowych, min i innych.